# Albert Weiler

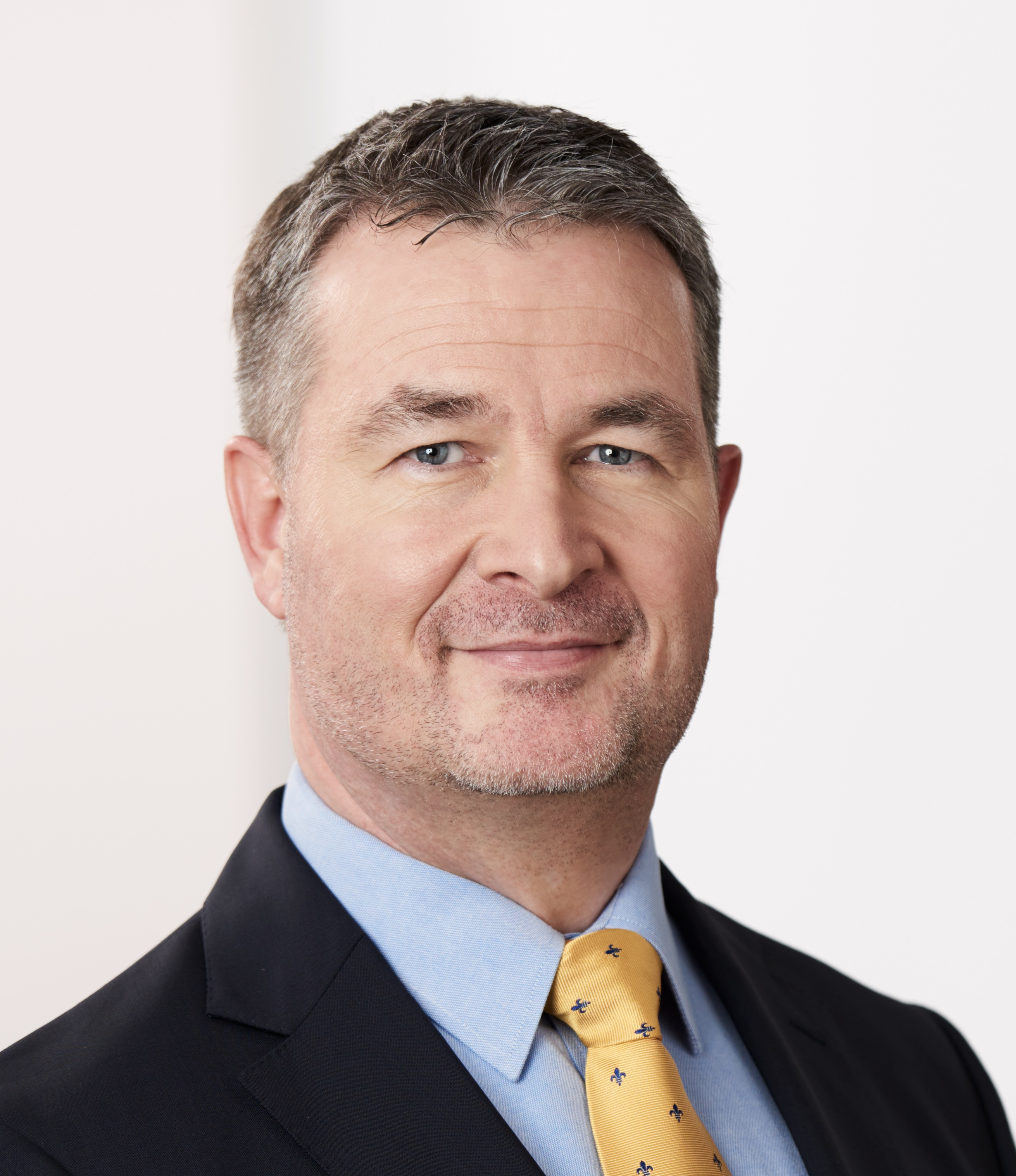
Albert Weiler

Albert Helmut Weiler (* 15. Oktober 1965 in Mayen) ist ein deutscher Politiker (parteilos, zuvor Werteunion, CDU und SPD). Er war von 2013 bis 2021 Mitglied des Deutschen Bundestages. Von April bis November 2024 war er Landesvorsitzender der Werteunion Thüringen.

## Familie und Herkunft
Albert Weiler wurde 1965 im rheinland-pfälzischen Mayen als Sohn des Eisenbahners Ludwig Weiler und dessen Frau Maria geboren. Die Familie führte im Nebenerwerb eine kleine Landwirtschaft, in der Weiler die Eltern neben der Schule regelmäßig unterstützte. Er ist verheiratet und Vater eines Sohnes.

## Berufliche Stationen
Nach der Mittleren Reife absolvierte Albert Weiler von 1982 bis 1986 in Trier erfolgreich zwei Ausbildungen zum Elektroanlageninstallateur und zum Energieanlagenelektroniker. Diese bildeten die Grundlage für seine anschließende Ausbildung zum Lokführer bei der Deutschen Bundesbahn in der Bahndirektion Saarbrücken. Er arbeitete danach mehrere Jahre als Lokführer für die Bundesbahn im Raum Köln und Nordrhein-Westfalen.
Neben dem Beruf lernte er am Georg-Simon-Ohm-Berufskolleg in Köln-Deutz für das Abitur und bestand die Prüfungen 1990. Zwischen 1992 und 1995 studierte Albert Weiler Verwaltungswissenschaften an der Fachhochschule für öffentliche Verwaltung in Köln und Brühl. Nach seinem Fachhochschulabschluss als Diplomverwaltungswirt (FH) ging er zur Bundesvermögensverwaltung und anschließend an das Deutsche Patent- und Markenamt nach München. Danach wechselte er an die Außenstelle Jena, um dort das Sachgebiet Organisation umzugestalten und eine Personalabmessung durchzuführen. Zwischenzeitlich nahm er ein nebenberufliches Studium mit den Schwerpunkten Produktivitätssteigerung und Prozessoptimierung am REFA-Institut in Darmstadt/Dortmund wahr, das er 2002 als Betriebswirt abschloss. Parallel hierzu bildete er sich am Pädagogischen Institut für Wirtschaft in Bebra in den Bereichen Arbeits-, Tarif- und Eingruppierungsrecht weiter. Nach Ende der Personalabmessung im Deutschen Patent- und Markenamt in Jena wechselte er in die Kommunalverwaltung. Für fünf Jahre leitete er in der Funktion eines gewählten hauptamtlichen Verwaltungsgemeinschaftsvorsitzenden die Verwaltungsgemeinschaft Bergbahnregion/Schwarzatal in Oberweißbach in Thüringen.
Anschließend arbeitete Albert Weiler zeitlich befristet als Geschäftsführer des kommunalen Softwareentwicklers CIP. Unter seiner Führung wurden unter anderem fünf Tochterunternehmen im gesamten Bundesgebiet neu gegründet. Er wurde daraufhin an das Thüringer Institut für Lehrplanentwicklung, Lehrerfortbildung und Medien (THILLM) berufen, wo er als Referent in der Führungskräfteentwicklung wirkte und die Immobilienverwaltung verantwortete. Nebenher studierte er ab 2007 an der Freien Universität Berlin das Fach Politikwissenschaften und erlangte im Jahr 2009 den Masterabschluss als Politologe. Albert Weiler wechselte abermals in die Kommunalverwaltung und arbeitete für drei Jahre als geschäftsführender Verwaltungsbeamter für die Stadt Kahla in Thüringen. Vor seinem Bundestagsmandat leitete Albert Weiler von 2010 bis 2013 erneut die Verwaltungsgemeinschaft „Bergbahnregion/Schwarzatal“ in Oberweißbach. Zu den Bundestagswahlen 2013 und 2017 erlangte er das direkte Bundestagsmandat für seinen Ostthüringer Wahlkreis.

## Politisches Engagement
Über zwanzig Jahre lang war er Mitglied in der SPD. Dort gehörte er dem konservativen Parteiflügel an, der dem Seeheimer Kreis nahesteht. 1998 kandidierte er für die SPD für das Amt des Bürgermeisters von Geretsried. Nach der Entscheidung der SPD, im Land Brandenburg mit der PDS zu koalieren, verließ Weiler 2002 die SPD. Er wurde Mitglied der Thüringer CDU und war seit 2003 stellvertretender, von 2010 bis zu seinem Austritt erster Vorsitzender des CDU-Ortsverbandes „Gebirge/Milda“. Seit 2004 ist er ehrenamtlicher Bürgermeister der Gemeinde Milda, seit 2014 zudem Kreistagsmitglied im Saale-Holzland-Kreis. Am 3. Januar 2022 nahm Albert Weiler an einem der sogenannten Spaziergänge in der Stadt Gera teil, die sich gegen die Maßnahmen zur Eindämmung der Covid-19-Pandemie richteten. Am 30. Januar 2024 verließ Weiler die CDU. Seit Februar 2024 ist er stellvertretender Bundesvorsitzender der Partei Werteunion. Von April bis November 2024 war er Landesvorsitzender der Werteunion Thüringen. Er war Spitzenkandidat seiner Partei für die Landtagswahl in Thüringen 2024.

### Bundespolitik
Bei der Bundestagswahl 2013 kandidierte Weiler als Direktkandidat der CDU für den Wahlkreis Jena-Gera-Saale-Holzland und konnte sich gegenüber seinen Mitbewerbern durchsetzen.
Im 18. Deutschen Bundestag war er ordentliches Mitglied im Ausschuss für Arbeit und Soziales sowie stellvertretendes Mitglied im Ausschuss für Wirtschaft und Energie, im Ausschuss für Menschenrechte und humanitäre Hilfe und im Beirat für Nachhaltigkeit. Im Ausschuss für Arbeit und Soziales trat er gemeinsam mit Carsten Linnemann für die Umsetzung der Flexi-Rente ein. Zu seinen Sprecherthemen innerhalb der CDU-Bundestagsfraktion gehörte seither das SGB III, das die Belange des Arbeitslosengeld I regelt. Er war der einzige ostdeutsche Bundespolitiker, der im Bereich für Arbeit und Soziales auf Bundesebene verhandelte. Er setzte sich im Ausschuss für Menschenrechte und humanitäre Hilfe vermehrt für eine umfassende Entwicklungshilfe in Afrika ein, die neben der Verbesserung der Trinkwasserversorgung auch den Zugang zu elektrischer Energie und die Stärkung des lokalen Arbeitsmarktes in Entwicklungsländern beinhaltete.
Im September 2017 kandidierte er im durch die Wahlkreisreform neu entstandenen Wahlkreis 195 (Saalfeld-Rudolstadt – Saale-Holzland-Kreis – Saale-Orla-Kreis) erneut als CDU-Direktkandidat und konnte sein Mandat verteidigen. Im 19. Deutschen Bundestag war Weiler wieder ordentliches Mitglied im Ausschuss für Arbeit und Soziales und gehörte zudem als stellvertretendes Mitglied dem Ausschuss für Ernährung und Landwirtschaft, sowie dem Parlamentarischen Beirat für nachhaltige Entwicklung an. Er nahm an der Ausarbeitung des Koalitionsvertrags zwischen der CDU/CSU und der SPD im Jahr 2018 teil. In einem Protestbrief sprach er sich zusammen mit weiteren Abgeordneten der CDU/CSU-Fraktion gegen ein Tabak-Werbeverbot an Außenflächen und im Kino aus.
Nach der Verlängerung des „Corona“-Lockdowns über Ostern 2021 veröffentlichte Weiler am 23. März 2021 einen offenen Brief an die Bundeskanzlerin und die Ministerpräsidenten der Länder. Er griff die Bundesregierung dabei offen an und kritisierte die Maßnahmen in Bezug auf die Corona-Pandemie scharf. Er forderte die Abkehr von der 7-Tage-Inzidenz als einzigem Indikator für die flächendeckenden Schließungen und appellierte stattdessen dafür, auch andere Faktoren wie die Inzidenz bei über 60-Jährigen, die Auslastung der Krankenhäuser und die Durchimpfungsquote der Risikogruppen einzubeziehen. Weiterhin benannte er die zunehmenden Problemlagen im wirtschaftlichen und gesellschaftlichen Bereich sowie das steigende Unverständnis der Bevölkerung gegenüber dem Beschluss.
Bei der Bundestagswahl 2021 verlor er sein Abgeordnetenmandat an Michael Kaufmann (AfD).

### Nebenamtliche Tätigkeiten
- Dozent bei der Thüringer Verwaltungsschule Weimar
- Dozent bei der Kommunalen Dienstleistungsgesellschaft des Gemeinde und Städtebundes Thüringen in Erfurt
- Dozent beim Thüringer Institut für Lehrerfortbildung, Lehrplanentwicklung und Medien Bad Berka

### Ehrenamtliche Aufgaben
Er engagiert sich im Tierschutz und ist stellvertretender Vorsitzender der Gruppe Jena im Deutschen Teckelklub 1888, Mitglied im Vorstand des Ganztagsschulverbands Thüringen, Mitglied im Beirat der Thüringer Energie AG und der Thüga und stellvertretender Vorsitzender beim Wasser- und Abwasserzweckverband „JenaWasser“. Er ist Ehrenmitglied bei der privilegierten preußischen Schützengesellschaft Gera und war 2014 Schützenkönig.
Weiler initiierte 2015 die Gründung eines Deutsch-Armenischen Forums und wurde anschließend zu seinem Vorsitzenden gewählt. In dieser Funktion kritisierte er 2016 die erneute Eskalation des Konflikts um die umstrittene Region Bergkarabach. Weiler stellte sich hierbei auf die Seite Armeniens, verurteilte aserbaidschanische Angriffe und warf Aserbaidschan eine Missachtung des Friedensprozesses vor. Im August 2018 wurde Weiler, der als Teil der deutschen Delegation am Besuch von Bundeskanzlerin Merkel in Aserbaidschan teilnehmen wollte, von aserbaidschanischer Seite die Einreise verweigert.
Für sein Engagement im Bergkarabachkonflikt wurde Weiler 2016 die Ehrendoktorwürde der Nationalen Universität für Architektur und Bauwesen Armeniens verliehen, die er daraufhin zunächst als Dr. h. c. in seinem Namen führte. 2017 entschied das Thüringer Wissenschaftsministerium nach einer Anfrage des Linken-Landtagsabgeordneten Christian Schaft, dass Weiler seine Ehrendoktorwürde in Deutschland nicht als Dr. h. c., sondern nur in armenischer oder (als Honorary Doctor) in englischer Sprache führen dürfe.